# The Universal Map Editor
tUME (the Universal Map Editor) — це редактор мап на Amiga та MS-DOS для двовимірних відеоігор для платформ старого покоління від компанії Echidna із відкритим вихідним кодом під ліцензією Mozilla Public License 1.1.

## Історія
Редактор створений і розроблений Грегом Маркесом, Джоном Альварадо та Грегом Таваресом з компанії Echidna у 1989 році для комп’ютера Amiga під час роботи над сіркою ігор Future Classics. У 1991 році редактор було портовано на MS-DOS Деном Чангом на замовлення Стівена Кларк-Віллсона, віце-президента Virgin Games . Між 1991 та 1996 роком редактор був ліцензований багатьма компаніями з розробки відеоігор для створення рівнів, мап, етапів і таблиць для багатьох 8-бітних і 16-бітних ігор. 
Подальша розробка tUME сповільнилася приблизно у кінці 1994 року, оскільки автори tUME вважали, що ринок для редактора 2D карт скорочується. Більш того: розробники платформи GameBoy, яка набирала популярність у той час, не захотіли платити вказану ціну за ліцензію tUME та створили свій власний редактор 2D карт. Команда Echidna розглядала зниження ціни на tUME, однак відкинула цей варіант, оскільки  більшу частину ціни становила лише плата за підтримку продукту.
З 18 червня 2000 року tUME доступний як безкоштовне програмне забезпечення, і його можна використовувати з емулятором DOSBox.

## Опис
tUME корисний для розробки двовимірних ігор для консолей 8-бітних і 16-бітних ігор. Він називається "універсальним", бо може редагувати карти майже для будь-якої старої системи: SNES, SEGA Genesis, SEGA GameGear, Gameboy, Turbo-Grafx, Famicom, NES, Sega Master System, IBM і Amiga.  
На відміну інших редакторів тієї епохи, програма дозволяла не лише розміщувати фонову графіку у декілька шарів, але мала цілий ряд корисних функцій:  
- має зручний інтерфейс та розкладку клавіатури, що дублює Deluxe Paint, найпопулярнішого на той час програми для малювання
- ігрові мапи будуються за рахунок розміщення сітки гнучких тайлів — квадратів будь-яких розмірів з підтримкою вільного обертання та пріоритету шарів. Включає використання та редагування цілих систем тайлів різних розмірів. Наприклад, можна створити об'єкт 16x16 пікселів, що складається з чотирьох окремих тайлів 8x8, а потім створити 128x128 пікселів, кожен з яких складається з 64 тайлів 16x16.
- «пошук і заміна», вільне масштабування, підрахунок використання тайлів.
- підтримує редагування кількох мап одночасно (або «кімнат», як це називається в програмному забезпеченні TUME) з довільною кількістю шарів
- розташування ворогів та інших об'єктів на мапі
- прокручування паралаксу на передньому та задньому планах
- визначання контуром де може ходити гравець
- позначати області мапи спеціальними атрибутами, що впливатимуть на геймплей. Наприклад,  "липкі", "слизькі", "тверді", "гнучкі" тощо.
- секвенсер кольорів перемикає кольори через один (чи більше) регістр, що дозволяє створювати ефекти водоспадів або світіння.
- створювати таблиці повторного відображення, які визначають, які тайли трансформуються після взаємодії гравця з ними.

Разом з tUME йшла документація у трьох посібниках: Open tUME User's Guide, Open tUME Configuration Guide та Open tUME Programmer's Guide (посібник з формату файлів Open tUME).

### Додаткові утиліти
Окрім посібників, повний пакет tUME містив кілька утиліт:
- CUTTILES — перетворює зображення *.pic (Deluxe Paint) на мапу в Open tUME.
- MAP2PIC — повертає мапи на зображення Deluxe Paint.
- tUMEPack для перетворення карт Open tUME у файли даних, сумісні з SNES або SEGA Genesis. До tUMEPack включено повну документацію та вихідний код Borland C++ 3.1.

## Ігри
tUME використовувався як редактор карт для багатьох ігор на початку 90-х, зокрема:

### Mega Drive
- Caesars Palace
- Cool Spot
- Disney's Aladdin
- Donald in Maui Mallard
- Earthworm Jim
- Earthworm Jim 2
- Gargoyles
- Global Gladiators
- M.C. Kids
- Mickey's Ultimate Challenge
- Pitfall: The Mayan Adventure
- RoboCop Versus The Terminator
- The Jungle Book
- The Lion King

### Mega-CD
- Earthworm Jim: Special Edition
- My Paint: The Animated Paint Program
- Pitfall: The Mayan Adventure
- The Terminator (Mega-CD)

### Master System
- Mickey's Ultimate Challenge

### Game Gear
- Mickey's Ultimate Challenge
- X-Men
- X-Men: GamesMaster's Legacy
- X-Men: Mojo World